# Jailton Almeida
Pour les articles homonymes, voir Almeida (homonymie).
Jailton Jesus Almeida Júnior, né le 28 juin 1991 à Salvador (Brésil), est un pratiquant brésilien d'arts martiaux mixtes (MMA). Il combat actuellement dans la catégorie des poids lourds de l'Ultimate Fighting Championship (UFC).

## Jeunesse et débuts en jiu-jitsu brésilien
Jailton Jesus Almeida Júnior naît le 28 juin 1991 dans le quartier de Brotas, à Salvador, la capitale de l'État de Bahia, au Brésil. Jeune, il s'intéresse au football en accompagnant son père sur les rings. Alors que le premier rêve de Jailton Almeida est de devenir joueur de football, la réalité est dure pour lui et sa situation financière devient un obstacle après qu'il a dû acquérir 10 000 réaux pour rejoindre un club de football. Il finit par se lancer dans le monde du combat en suivant les traces de son père. Jailton Almeida commence alors à s'entraîner à la boxe à l'âge de six ans et se met à pratiquer le jiu-jitsu brésilien à l'âge de 11 ans. Finalement, il commence à s'entraîner aux arts martiaux mixtes (MMA), comme le font ses partenaires de jiu-jitsu. Là, les difficultés financières s'imposent également, et Jailton Almeida en vient à travailler comme portier et gardien. Son rêve de devenir boxeur ne se réalise donc pas,.
Il est fils de parents divorcés et compte 11 frères et sœurs. Son frère aîné, Alexandre, a disparu un jour après avoir été impliqué dans un syndicat criminel et n'a jamais été revu depuis,.

## Carrière dans les arts martiaux mixtes

### Débuts (2012-2021)
Le 29 septembre 2012, il affronte le Brésilien Diego Reis à Eunápolis, au Brésil, et remporte le combat par soumission. Le 17 novembre 2012, il affronte le Brésilien Leonardo Alves à Vitória da Conquista au Brésil, et remporte le combat par soumission.
Le 16 janvier 2016, il affronte le Brésilien Roberto Bispo Silva à Itabuna, au Brésil, et remporte le combat par soumission. Le 1er avril 2017, il affronte le Brésilien Fagner Rakchal à Salvador, au Brésil, et remporte le combat par KO technique. Le 5 août 2017, il affronte le Brésilien Tyago Moreira à Colombo, au Brésil, et perd le combat par KO. Le 23 septembre 2017, il affronte le Brésilien Anderson Oliveira do Nascimento à Salvador, au Brésil, et remporte le combat par soumission.
Le 28 janvier 2018, il affronte le Brésilien Bruno Assis à Rio de Janeiro, au Brésil, et perd le combat par décision unanime. Le 21 juillet 2018, il affronte le Brésilien David Allan à Salvador, au Brésil, et remporte le combat par KO technique. Le 20 octobre 2018, il affronte le Brésilien Douglas Garcia à Juiz de Fora, au Brésil, et remporte le combat par soumission. Le 23 février 2019, il affronte le Brésilien Italo Nascimento à Lauro de Freitas, au Brésil, et remporte le combat par KO. Le 16 mars 2019, il affronte le Brésilien Rian Tavares à Feira de Santana, au Brésil, et remporte le combat par KO technique. Le 13 juillet 2019, il affronte le Brésilien Ednaldo Oliveira à Salvador, au Brésil, et remporte le combat par soumission.
Le 17 janvier 2020, il affronte le Brésilien Leonardo Argemiro Vasconcelos Correa à São Paulo, au Brésil, et remporte le combat par KO technique. Le 11 octobre 2020, il affronte le Brésilien Ildemar Alcântara à São Bernardo do Campo, au Brésil, et remporte le combat par soumission. Le 21 février 2021, il affronte le Brésilien Edvaldo de Oliveira à São Paulo, au Brésil, et remporte le combat par soumission.

### Ultimate Fighting Championship (depuis 2021)
Le 14 septembre 2021, il affronte le Russe Nasrudin Nasrudinov à Las Vegas, dans le Nevada, et remporte le combat par soumission. Le 5 février 2022, il affronte le Brésilien Danilo Marques à Las Vegas, dans le Nevada, et remporte le combat par KO technique. Le 21 mai 2022, il affronte l'Américain Parker Porter à Las Vegas, dans le Nevada, et remporte le combat par soumission. Le 10 septembre 2022, il affronte le Suédois Anton Turkalj à Las Vegas, dans le Nevada, et remporte le combat par soumission. Sa prestation est désignée Performance de la soirée.
Le 21 janvier 2023, il affronte le Russe Shamil Abdurakhimov à Rio de Janeiro, au Brésil, et remporte le combat par KO technique. Sa prestation est désignée Performance de la soirée. Le 13 mai 2023, il affronte le Surinamien Jairzinho Rozenstruik à Charlotte, en Caroline du Nord, et remporte le combat par soumission. Sa prestation est désignée Performance de la soirée. Le 4 novembre 2023, il affronte l'Américain Derrick Lewis à São Paulo, au Brésil, et remporte le combat par décision unanime. Le 1er juin 2024, il affronte le Moldave Alexander Romanov à Newark, dans le New Jersey, et remporte le combat par soumission.

## Palmarès

### Distinctions
- Ultimate Fighting Championship
  - Performance de la soirée (× 3) : face à Anton Turkalj, Shamil Abdurakhimov et Jairzinho Rozenstruik[20],[22],[24].

### Palmarès en arts martiaux mixtes
| 25 combats     | 22 victoires | 3 défaites |
| Par KO         | 8            | 2          |
| Par soumission | 13           | 0          |
| Sur décision   | 1            | 1          |

| Résultat | Record | Adversaire                           | Méthode                           | Événement                                  | Date              | Round | Temps | Lieu                              | Notes                     |
| -------- | ------ | ------------------------------------ | --------------------------------- | ------------------------------------------ | ----------------- | ----- | ----- | --------------------------------- | ------------------------- |
| Victoire | 22-3   | Serghei Spivac                       | TKO (coups de poing)              | UFC 311: Makhachev contre Moicano          | 19 janvier 2025   | 1     | 4:51  | Inglewood, Californie, États-Unis |                           |
| Victoire | 21-3   | Alexander Romanov                    | Soumission (étranglement arrière) | UFC 302                                    | 1er juin 2024     | 1     | 2:27  | Newark, New Jersey                |                           |
| Défaite  | 20-3   | Curtis Blaydes                       | TKO (coups de poing)              | UFC 299                                    | 10 mars 2024      | 2     | 4:29  | Miami, Floride                    |                           |
| Victoire | 20-2   | Derrick Lewis                        | Décision unanime                  | UFC Fight Night: Almeida vs. Lewis         | 4 novembre 2023   | 5     | 5:00  | São Paulo, Brésil                 |                           |
| Victoire | 19-2   | Jairzinho Rozenstruik                | Soumission                        | UFC on ABC: Rozenstruik vs. Almeida        | 13 mai 2023       | 1     | 3:43  | Charlotte, Caroline du Nord       | Performance de la soirée. |
| Victoire | 18-2   | Shamil Abdurakhimov                  | TKO (coups de poing)              | UFC 283                                    | 21 janvier 2023   | 2     | 2:56  | Rio de Janeiro, Brésil            | Performance de la soirée. |
| Victoire | 17-2   | Anton Turkalj                        | Soumission                        | UFC 279                                    | 10 septembre 2022 | 1     | 4:27  | Las Vegas, Nevada                 | Performance de la soirée. |
| Victoire | 16-2   | Parker Porter                        | Soumission                        | UFC Fight Night: Holm vs. Vieira           | 21 mai 2022       | 1     | 4:35  | Las Vegas, Nevada                 | Retour en poids lourds.   |
| Victoire | 15-2   | Danilo Marques                       | TKO (coups de poing)              | UFC Fight Night: Hermansson vs. Strickland | 5 février 2022    | 1     | 2:57  | Las Vegas, Nevada                 |                           |
| Victoire | 14-2   | Nasrudin Nasrudinov                  | Soumission                        | Dana White's Contender Series 39           | 14 septembre 2021 | 2     | 1:49  | Las Vegas, Nevada                 |                           |
| Victoire | 13-2   | Edvaldo de Oliveira                  | Soumission                        | Thunder Fight 24                           | 21 février 2021   | 1     | 3:40  | São Paulo, Brésil                 |                           |
| Victoire | 12-2   | Ildemar Alcântara                    | Soumission                        | Thunder Fight 23                           | 11 octobre 2020   | 1     | 4:49  | São Bernardo do Campo, Brésil     |                           |
| Victoire | 11-2   | Leonardo Argemiro Vasconcelos Correa | TKO (coups de poing)              | Future FC 11                               | 17 janvier 2020   | 1     | 1:58  | São Paulo, Brésil                 |                           |
| Victoire | 10-2   | Ednaldo Oliveira                     | Soumission                        | Fight On MMA 6                             | 13 juillet 2019   | 2     | 1:51  | Salvador, Brésil                  |                           |
| Victoire | 9-2    | Rian Tavares                         | TKO (coups de poing)              | Imperium MMA Pro 14                        | 16 mars 2019      | 1     | 2:34  | Feira de Santana, Brésil          |                           |
| Victoire | 8-2    | Italo Nascimento                     | KO (coups de poing)               | Premier Fight League 20                    | 23 février 2019   | 1     | 2:05  | Lauro de Freitas, Brésil          | Début en poids lourds.    |
| Victoire | 7-2    | Douglas Garcia                       | Soumission                        | JF Fight Evolution 19                      | 20 octobre 2018   | 1     | 2:30  | Juiz de Fora, Brésil              |                           |
| Victoire | 6-2    | David Allan                          | TKO (coups de poing)              | Fight On: Solidário                        | 21 juillet 2018   | 1     | 1:26  | Salvador, Brésil                  |                           |
| Défaite  | 5-2    | Bruno Assis                          | Décision unanime                  | Shooto Brazil 80                           | 28 janvier 2018   | 3     | 5:00  | Rio de Janeiro, Brésil            |                           |
| Victoire | 5-1    | Anderson Oliveira do Nascimento      | Soumission                        | Fight On MMA 5                             | 23 septembre 2017 | 1     | 4:16  | Salvador, Brésil                  |                           |
| Défaite  | 4-1    | Tyago Moreira                        | KO (coup de poing)                | Katana Fight 3                             | 5 août 2017       | 1     | 0:16  | Colombo, Brésil                   |                           |
| Victoire | 4-0    | Fagner Rakchal                       | TKO (coups de poing)              | Fight On MMA 4                             | 1er avril 2017    | 2     | 1:15  | Salvador, Brésil                  | Début en poids moyens.    |
| Victoire | 3-0    | Roberto Bispo Silva                  | Soumission                        | Cross Fighting Championship 2              | 16 janvier 2016   | 2     | 1:30  | Itabuna, Brésil                   |                           |
| Victoire | 2-0    | Leonardo Alves                       | Soumission                        | Conquista Kombat Championship              | 17 novembre 2012  | 1     | 0:49  | Vitória da Conquista, Brésil      |                           |
| Victoire | 1-0    | Diego Reis                           | Soumission                        | Nocaute MMA Fight 2                        | 29 septembre 2012 | 1     | NC    | Eunápolis, Brésil                 | Début en poids mi-moyens. |